# Theridion barbarae
Theridion barbarae là một loài nhện trong họ Theridiidae.
Loài này thuộc chi Theridion. Theridion barbarae được Herbert Walter Levi miêu tả năm 1959.